# Обыкновенный горчак
Обыкновенный горчак (лат. Rhodeus sericeus) — вид небольших (длина тела до 10 см) пресноводных рыб из семейства карповых (Cyprinidae).
Народные названия в разных регионах: ольшанка (южнорусское), горькушка, малявка, гарьва, горчица, горчанка, пацюк, синявка, пукасик, пукас.

## Систематика
Из трех выделяемых подвидов горчака в России выделяют два:
- Rhodeus sericeus sericeus (Pallas, 1776) — амурский горчак.
- Rhodeus sericeus amarus (Bloch, 1782) — обыкновенный (европейский) горчак[5].

## Описание и ареал
Горчак рыбка с высоким, сжатым с боков телом, крупной чешуей и очень короткой боковой линией, поры которой заканчиваются в пределах первого десятка чешуй (4—10); спинной плавник удлинён. Обитает в бассейне реки Амур, Днепр, Южном Приморье и на Сахалине. В Европе известен его европейский подвид Rhodeus sericeus amarus, он же Rhodeus amarus, распространённый на территории бывшего СССР в бассейнах Черного и Каспийского морей, а также во Франции и Германии.

## Поведение
Горчак обыкновенный предпочитает водоёмы со стоячей или слаботекущей водой. Питается, в основном, растительной пищей: нитчаткой, водорослями (диатомеями), от которых, вероятно, мясо его и получило горьковатый вкус. По-видимому, этот вкус и дал рыбе имя «горчак».
Горчак способен к размножению на втором году жизни, при длине тела 3—4 см. Икру горчаки откладывают весьма своеобразно. Ко времени нереста у самок вырастает довольно длинный яйцеклад, и с его помощью они откладывают икру внутрь раковины живых двустворчатых моллюсков — перловиц (Unio) и беззубок (Anodonta). Самцы к этому времени окрашиваются более ярко. Чешуя приобретает розовато-перламутровый оттенок, на голове у них появляются небольшие эпителиальные бугорки, цвет плавников становится более насыщенным. Плодовитость у обыкновенного горчака небольшая, 220—280 икринок. Нерест порционный, до 5 икринок за один раз. Икринки развиваются под защитой крепких створок моллюска. Покидая раковину, маленькие горчаки разносят с собой личинок моллюсков, помогая тем осваивать новые места обитания.

## Значение
Горчак — рыба подвижная, красивая, легко уживается в холодноводном аквариуме и служит одним из лучших его украшений.
Промыслового значения не имеет.